# توماس روبرتس (صحفي)
توماس روبرتس (بالإنجليزية: Thomas Roberts)‏ هو صحفي أمريكي، ولد في 5 أكتوبر 1972 في توسون في الولايات المتحدة.

## وصلات خارجية
- توماس روبرتس على موقع IMDb (الإنجليزية)
- توماس روبرتس على موقع إن إن دي بي (الإنجليزية)
- توماس روبرتس على موقع قاعدة بيانات الفيلم (الإنجليزية)